# Lernanthropus longipes
Lernanthropus longipes är en kräftdjursart som beskrevs av C. B. Wilson 1932. Lernanthropus longipes ingår i släktet Lernanthropus och familjen Lernanthropidae. Inga underarter finns listade i Catalogue of Life.